# Kilb
Kilb osztrák mezőváros Alsó-Ausztria Melki járásában. 2025 januárjában 2595 lakosa volt. 

## Elhelyezkedése

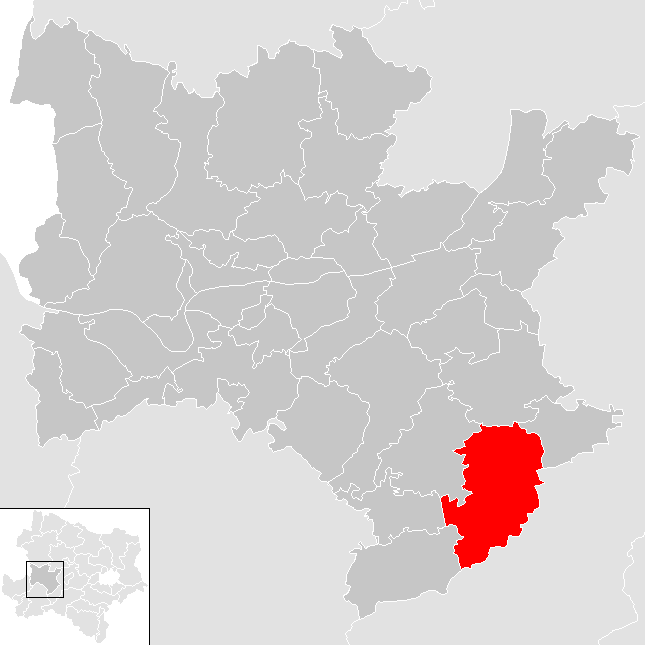
Kilb a Melki járásban

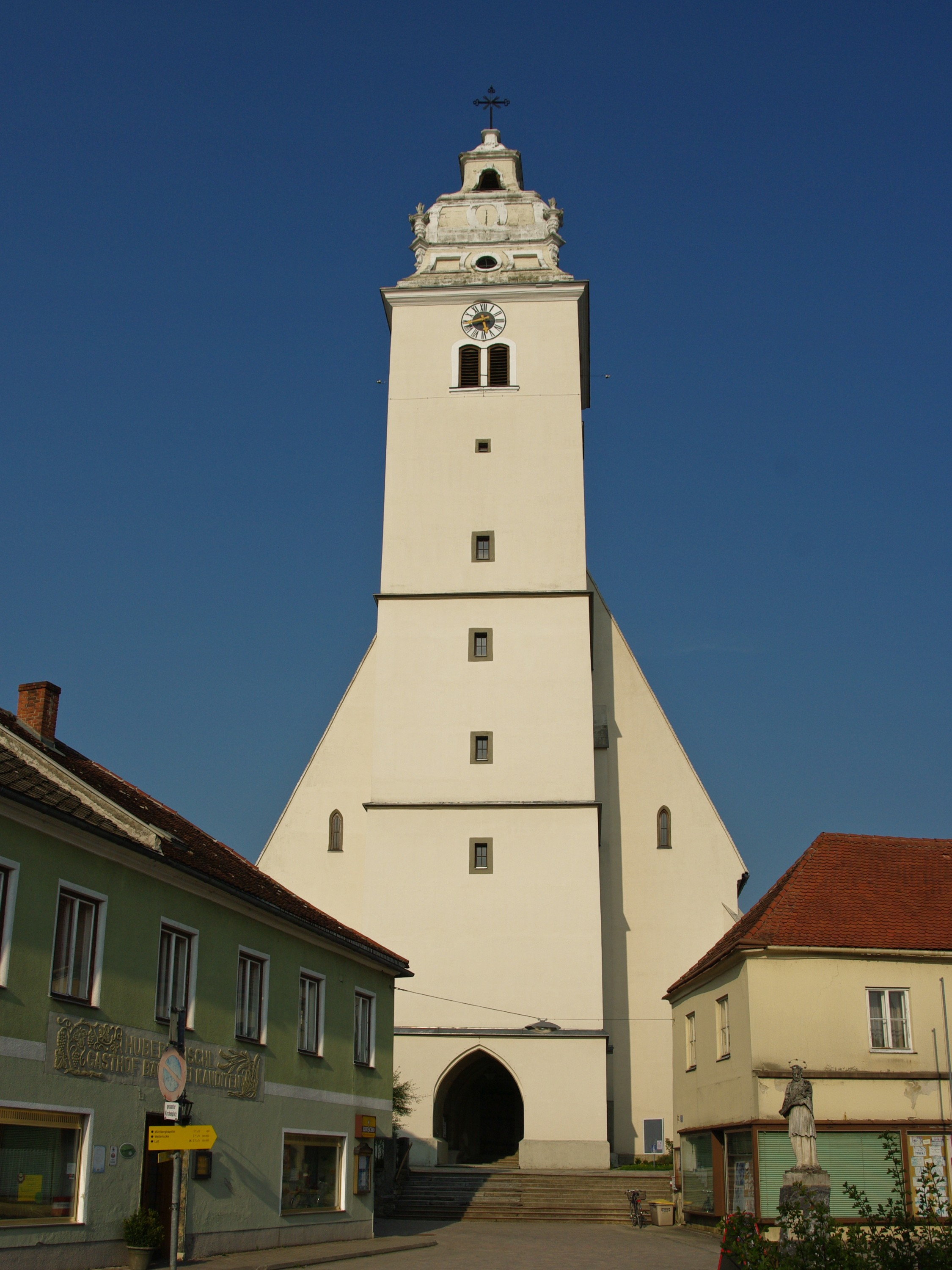
A Szt. Simon és Júdás-plébániatemplom

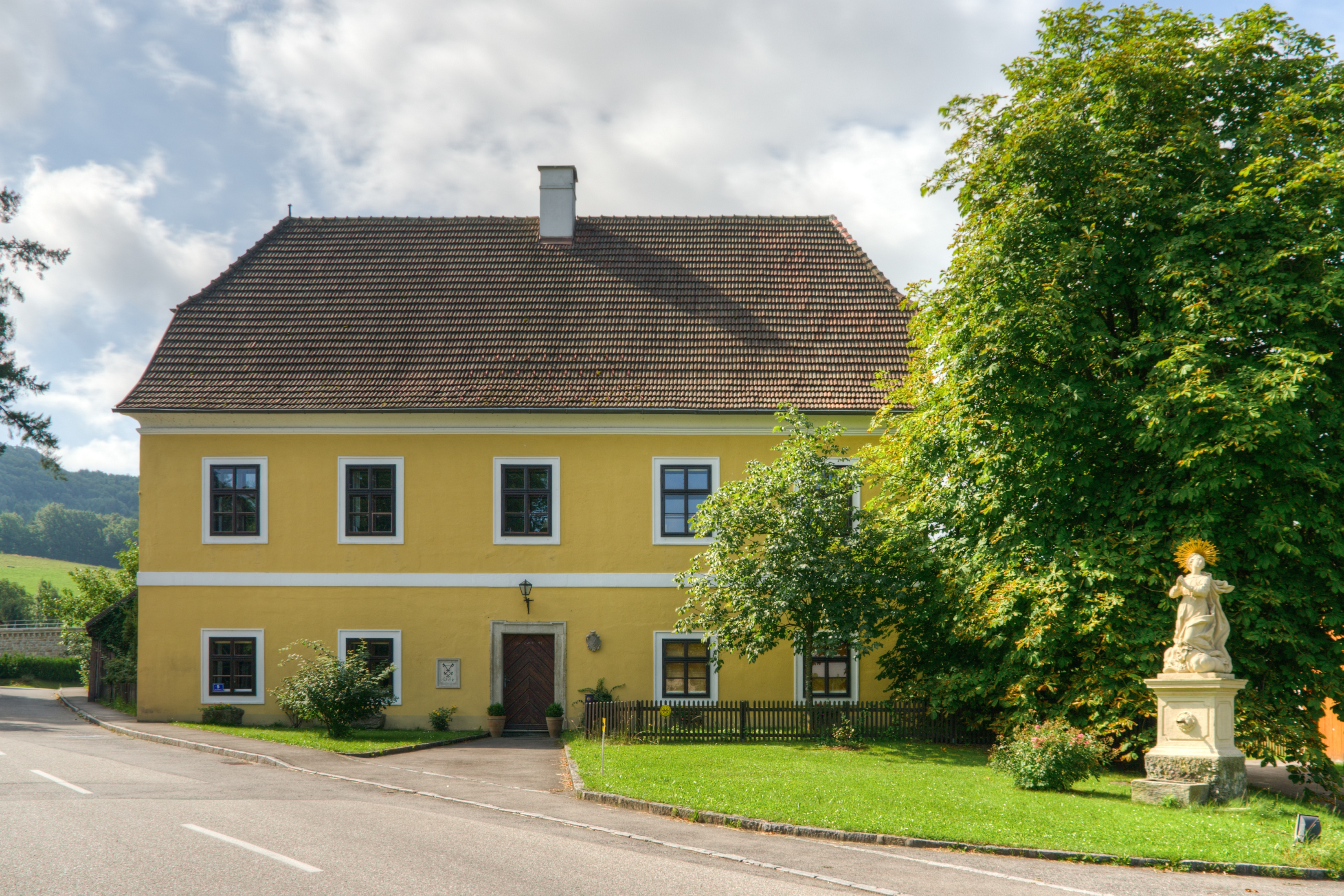
A melki apátság tavernája

Kilb a tartomány Mostviertel régiójában fekszik a Sierning és Brücklbach folyók mentén. Területének 27,3%-a erdő, 65,8% áll mezőgazdasági művelés alatt. Az önkormányzat 44 települést egyesít: Braunöd (24 lakos 2025-ben), Bühren (16), Dörfl (8), Dornhof (51), Feld (9), Fleischessen (29), Fohra (11), Fohrafeld (32), Freyen (92), Gartling (27), Glosbach (24), Graben (19), Graben bei Haag (12), Grub bei Kilb (26), Guglberg (17), Hauersdorf (23), Haxenöd (15), Heinrichsberg (26), Hohenbrand (22), Hummelbach (3), Kettenreith (156), Kilb (1321), Kohlenberg (24), Laach (20), Maierhöfen (28), Mallau (48), Niederhofen (57), Oberneuberg (32), Panschach (42), Petersberg (57), Rametzberg (29), Ranzenbach (8), Ruttersdorf (14), Schlögelsbach (14), Schützen (15), Taubenwang (1), Teufelsdorf (19), Umbach (60), Unterneuberg (5), Unterschmidbach (32), Volkersdorf (18),  Wötzling (27), Waasen bei Kilb (25) és Wiesenöd (57). 
A környező önkormányzatok: északra Hürm, északkeletre Bischofstetten, keletre Hofstetten-Grünau, délkeletre Rabenstein an der Pielach, délre Kirchberg an der Pielach, délnyugatra Texingtal, nyugatra Kirnberg an der Mank, északnyugatra Mank.

## Története
Kilbet 1062/65-ben említik először a melki apátság egyik adománylevelében. 1072 körül Altmann passaui püspök plébániává emelte a kilbi templomot, amely ekkor a régió településeinek (pl. Bischofstette vagy Kirchberg) lakosairól is gondoskodott. A Szt. Simon és Júdásnak szentelt épület Alsó-Ausztria legnagyobb késő-gótikus vidéki temploma. Első névről ismert papja egy bizonyos Heinrich volt 1207-ből. Először 1314-ben említik mezővárosként, címerét 1541-ben kapta. 
A 16. század közepére lakosai protestánssá lettek. A Grünbichl-kastély urai, a Gienger család bevezették a protestáns istentiszteletet és házat építettek a lelkész számára. Az 1596/97-es parasztlázadás idején a felkelők Kilbben gyűltek össze, mielőtt megtámadták a lilienfeldi apátságot. A felkelést leverő Wenzel Morakschi először Kilbet foglalta el és a lázadókat megcsonkíttatta, majd kivégeztette. Az ellenreformáció következtében 1657-re hivatalosan megszűntnek nyilvánították a protestáns hitvallást a településen. Bécs 1683-as ostromakor a törökök teljesen elpusztították Kilbet, a lakosság nagy részével együtt megölték a papot is. 1761-ben Kilb egy része leégett. 
Az Obergrafendorfból Mankba vezető keskeny nyomtávú vasútvonalat 1898-ban nyitották meg és azóta is használják a posta szállítására. A második világháború utolsó napjaiban a menekülő magyar csapatok mintegy tíz napra letáboroztak Kilbben, majd nem sokkal később a Waffen-SS vonult be a városba. Főparancsnokuk, Sepp Dietrich a Grünbichl-kastélyban lakott, és állítólag innen irányította Bécs védelmét. A szövetségesek ekkori bombázásaiban két ember meghalt. Kilbet a Vörös Hadsereg szállta meg, majd hat héttel később kivonultak és csak egy hat katonából álló parancsnokságot hagytak hátra.
Az önkormányzat a mai formájában 1966-ban jött létre Kilb, Heinrichsberg, Rametzberg, Teufelsdorf és Umbach egyesülésével. 

## Lakosság
A kilbi önkormányzat területén 2025 januárjában 2595 fő élt. Lakosságszáma 1961 óta enyhén gyarapodó tendenciát mutat. 2023-ban az ittlakók 95,9%-a volt osztrák állampolgár; a külföldiek közül 1% a régi (2004 előtti), 2,1% az új EU-tagállamokból érkezett. 0,2% a volt Jugoszlávia (Horvátország és Szlovénia kivételével) vagy Törökország; 0,7% egyéb ország polgára volt. 2001-ben a lakosok 94,6%-a római katolikusnak, 0,5% evangélikusnak, 0,4% ortodoxnak, 1,2% mohamedánnak, 1,9% pedig felekezeten kívülinek vallotta magát. Ugyanekkor a legnagyobb nemzetiségi csoportokat a német anyanyelvűeken (97,4%) kívül a szerbek alkották 5 fővel.  
A népesség változása:

| 2016 | 2 572 |
| 2018 | 2 543 |

## Látnivalók
- a Grünbühel-kastély
- a kilbi Szt. Simon ás Júdás-plébániatemplom

## Testvértelepülések
- Kirtorf (Németország)